# Владимирска област
Владимирска област (рус. Владимирская область) је конститутивни субјект Руске Федерације са статусом области на простору Средишњег федералног округа у европском делу Русије, која се налази 190 km (120 mi) источно од Москве. Административни центар области је град Владимир.
Према попису из 2010. године, укупан број становништва износио је 1.443.693.
Листа УНЕСЦО светске баштине обухвата катедрале из 12. века у градовима Владимир, Суздаљ, Богољубово и Кидекша.

## Етимологија
Област носи име по административном центру, граду Владимиру. Град је име добио по свом оснивачу Владимиру II Мономаху, великом кнезу Кијевске Русије, који је владао великим деловима данашње европске Русије. Старија верзија имена града била је Володимир (рус.Володимѣрь).

## Географија
Владимирска област се граничи са Московском, Јарославском, Ивановском, Рјазањском и Нижегородском области. Област се налази у центру источноевропске низије. Кљазма и Ока су најважније реке. Постоји око три стотине језера. Област се налази у зони мешовитих шума.

### Фауна
Област фауне тренутно обухвата више од педесет врста сисара (неки примери укључују: лос, дивља свиња, срна, црвени јелен и сика јелен, рис, вук, веверица, зец, кун, лисица, јазавац и друге крзнене животиње), пет врста гмизаваца и десет врста водоземаца. Сибирска воденкртица је наведена у Црвеној књизи Руске Федерације. Регион је насељен са 216 врсте птица, међу којима су велики тетреб, ружевац, шумске коке, јаребица, шљука, гуска, патка итд. Мала лисаста гуска налази се у Црвеној књизи.
Сезона лова траје од октобра до фебруара са следећим дозволама и ограничењима:
- Вапити, дивља свиња, црвени јелен и сика јелен од средине новембра до средине јануара
- Зечеви од октобра до јануара
- Шумске коке, ружевац, шљука, патка и гуска 10 дана у априлу.

Водене области у региону богате су бројним врстама (око 40) свежих риба (нпр. Anguilliformes, шаран, штука, перца, деверика и јесетра у реци Кљазма), који подржавају риболов на леду зими. Поред тога, област има неколико ловачких фарми.

### Хидрографија
Укупна површина површинских вода покрајине је 32,9 хектара.
Регион има стотине река укупне дужине више од 8,6 милиона километара - у читавој области има 560 река и потока. Река Кљазма тече у Ока на југоисточној граници области са Нижегородском области. Главне притоке реке Кљазме у региону Владимир су Шерна (са реком Молокча која тече у реку Шерна), Киржач (са својим притокама је Велики и Мали Киржач), Пекша, Колокша, Нерљ, Судогда, Увођ, Лух и Суворосч. Притока Оке у Владимирској области су реке Гус, Унжа и Ушна. Дубна је притока реке Волга, потиче од града Александров. Река Ока је пловна по целом региону (157 км). Реке у региону карактеришу њихове равне струје, широке долине и канали меандара. Ниво воде се одликује великим плимним таласима, ниским водним периодима током лета-јесени уз повремене поплаве током јаких киша и стабилних/ниских нивоа током зиме.
Постоји око три стотине језера који покривају површину од пет хиљада хектара. Већина њих је мала и недренирана, а многе су обрасле тресетом. Порекло језера варира. Бројне мртваје су разбацане дуж речних долина. Највеће од њих су језеро Урвановскоје (дужине 12 км) и језеро Виша (дужина око 10 км). Језера крашког порекла, која се налазе у доњим крајевима Кљазме и у центру Вазањниковског округа (североисточно подручје у области), имају високо минерализоване воде и повезане су са подземним водотоковима. Највеће и најдубље од њих је језеро Кшчара. У пределима Александровског округа, Владимирске области Александров и Јурјевског Полског округа глацијална језера су мала по величини.
Главне масе мочвара у региону (укупне површине од 37,4 хиљаде хектара) се јављају у Мешчера и Балахна (североисточно од области).

## Историја
Територија модерне Владимирске области је насељена још од давних времена. Најстарији познати трагови људских насеља датирају још од горњег палеолита. На подручју Сунгира откривено је насеље Хомо Сапиенс 25.000. п. н. е. Археолошка истраживања насеља Поволшких Финаца документују финско-угричне корене ове земље. Мерја, Муромиан и Мешчера су током овог периода населили територију региона.
Од 10. века, словеначка колонизација подручја почела је у градовима Муром и Суздаљ. Актуелна територија Владимирске области постала је део руске историје. У 11. веку, регион је постао део кнежевине Ростов-Суздал и у 12. веку Владимир-Суздаљ кнежевина. У почетку 12. века, Владимир се појавио као што је то случај са Вјазники. Регион Владимирске области се брзо развио средином 12. века током владавине Јурија Долгоруког и Андреја Богољубског. Настали су нови градови - Јурјев-Пољски, Гороховец, Мсцислав - са кнежевским резиденцијама Кидекша и Богољубово.
Већина, ако не и сви делови модерног Владимира, током совјетског периода, чини се да су били део Ивановске области док није постао посебни савезни субјект 1944. године.

## Политика
Током периода Совјетског Савеза, високи ауторитет у области био је подељен између три особе: Први секретар Владимирског комитета КПСУ (који је у стварности имао највећи ауторитет), председник подручног совјета (законодавна власт) и председник Извршног одбора (извршна власт). Од 1991. године, КПСУ је изгубио сву моћ, а шеф управе Области, и на крају гувернер је именован/изабран поред изабраног регионалног парламента.
Повеља Владимирске области је основни закон региона. Законодавна скупштина Владимирске области је законодавно (репрезентативно) тело покрајине. Законодавна скупштина врши своје овлашћење доношењем закона, резолуција и других правних аката и надгледањем спровођења и поштовања закона и других законских аката које доноси. Највиши извршни орган је Влада Области, која укључује територијална извршна тела као што су окружне управе, комитете и комисије које олакшавају развој и вођење свакодневних питања покрајине. Администрација области подржава активности гувернера који је највиши званичник и има улогу као гарант поштовања повељничке области у складу са Уставом Русије.

## Демографија
Популација: 1.443.693 (Попис становништва 2010. године)
- Рођења (2012): 16 445 (11.5 per 1000)
- Смрти(2012): 23 733 (16.6 per 1000)[5]
- Стопа укупног фертилитета:[6]

2009 - 1.46 | 2010 - 1.46 | 2011 - 1.50 | 2012 - 1.62 | 2013 - 1.59 | 2014 - 1.64 | 2015 - 1.73 | 2016 - 1.72(e)
Етнички састав (2010):
- Руси: 95,6%
- Украјинци: 0,9%
- Татари: 0,5%
- Јермени: 0,5%
- Белоруси: 0,3%
- Други: 2,2%
- 95.410 људи је регистровано из административних база података и није објавило етничку припадност. Процењује се да је проценат етничких група у овој групи исти као и код пријављене групе.[7]

### Религија
| Религија у Владимирској области од 2012. године.‍ | Религија у Владимирској области од 2012. године.‍ | Религија у Владимирској области од 2012. године.‍ | Религија у Владимирској области од 2012. године.‍ | Религија у Владимирској области од 2012. године.‍ |
| ------------------------------------------------ | ------------------------------------------------ | ------------------------------------------------ | ------------------------------------------------ | ------------------------------------------------ |
|                                                  |                                                  |                                                  |                                                  |                                                  |
| Руски православци                                | Руски православци                                |                                                  | 0                                                | 42,3%                                            |
| Други православци                                | Други православци                                |                                                  | 0                                                | 1,2%                                             |
| Други хришћани                                   | Други хришћани                                   |                                                  | 0                                                | 5,3%                                             |
| Муслимани                                        | Муслимани                                        |                                                  | 0                                                | 0,7%                                             |
| Родноверје и друге изворне вере                  | Родноверје и друге изворне вере                  |                                                  | 0                                                | 0,5%                                             |
| Духовни али не религиозни                        | Духовни али не религиозни                        |                                                  | 0                                                | 32,0%                                            |
| Атеисти иирелигиозни                             | Атеисти иирелигиозни                             |                                                  | 0                                                | 13,9%                                            |
| Други и недефинисани                             | Други и недефинисани                             |                                                  | 0                                                | 4,1%                                             |

Према анкети из 2012. године, 42,3% популације Владимирске области се изјашњава као Руски православци, 5,1% су Други хришћани, 1,2% су други православци који не припадају цркви или припадају другим не-руским црквама, а 0,5% становништва су припадници родноверје и других изворних вере. Осим тога, 32% становништва изјављује да су духовни али не религиозни, 13,9% су атеисти, а 4,8% следи друге религије или није дало одговор на питање.

## Становништво
| 1989.     | 2002.     | 2010.     |
| --------- | --------- | --------- |
| 1,653,938 | 1,523,990 | 1,443,693 |